# Psychotria montivaga
Psychotria montivaga är en måreväxtart som beskrevs av Charlotte M. Taylor. Psychotria montivaga ingår i släktet Psychotria och familjen måreväxter. Inga underarter finns listade i Catalogue of Life.